# کتابخانه ملی کودکان و نوجوانان ایران
کتابخانهٔ ملی کودکان و نوجوانان ایران، کتابخانه‌ای است بَرخط و وابسته به «سازمان اسناد و کتابخانه ملی جمهوری اسلامی ایران». این کتابخانه در تاریخ ۱۲ اردیبهشت ماه سال ۱۳۸۹، به‌صورت مجازی در «مرکز اسناد و کتاب‌خانهٔ ملی ایران» راه‌اندازی شد.
این کتابخانه هم‌اکنون بیش از ۵۰۰ جلد کتاب را به‌صورت بَرخط (آنلاین) را در اختیار کودکان و نوجوانان قرار داده‌است. در دی ماه سال ۱۳۸۹، ۵۵ جلد کتاب دیگر، بیشتر با موضوع‌های اجتماعی و شعر، به مجموعه کتاب‌های «کتابخانه» افزوده شده‌است. هم‌اکنون ۲۵ جلد کتاب گویا نیز در این کتاب‌خانه برای استفادهٔ کودکان و نوجوانان استثنایی به‌صورت شنیداری (صوتی) در دسترس هستند.
این کتابخانه برای تمام کودکان و نوجوانان فارسی‌زبان جهان، به رایگان در دسترس قرار دارد. کودکان و نوجوانان از سراسر جهان می‌توانند در این کتاب‌خانه برای خود «کتابخانهٔ شخصی» و «کارت عضویت» درست کنند. خانواده‌ها نیز می‌توانند کتاب‌ها و قصه‌های قدیمی را در این وبگاه مطالعه کنند.
این «کتابخانه» هم‌اکنون بیش از ۱۰۰۰ نفر، از میان گروه‌های سنی گوناگون عضو دارد. از میان ۳۴ پسر و ۵۲ دختر عضو جدید کتابخانه نیز تعداد کسانی که در گروه‌های سنی ۷ تا ۱۱ سال (۲۵ عضو) و ۱۲ تا ۱۴ سال (۳۹ عضو) قرار دارند، بیشتر است. و
کتابخانه کودکان و نوجوانان با هدف ایجاد کتابخانه ای استاندارد و نمونه برای ارائه خدمات به گروه سنی ۷ تا ۱۴ سال ایجاد شده‌است.

## تاریخچه
«کتاب‌خانهٔ ملی ایران» از مهم‌ترین مراکز نگه‌داری کتاب‌ها و اسناد فرهنگی است. به دلیل اهمیت زیاد کتاب‌ها و اسناد این مرکز، تنها افرادی با شرایط خاص امکان استفاده از منابع آن را دارند. همچنین بر اساس قانون واسپاری، تعداد زیادی از کتاب‌های کودک و نوجوان در «مرکز اسناد و کتاب‌خانهٔ ملی ایران» بایگانی شده بودند. تمام کسانی که یک اثر را در تعداد زیاد و به صورت عمومی منتشر می‌کنند، موظف هستند یک یا بیش از یک نسخه از آن اثر را به مراکز واسپاری نظیر «کتاب‌خانهٔ ملی» تحویل دهند.
با تلاش‌های آقای «مصطفی رحماندوست» و حمایت آقای «علی‌اکبر اشعری»، رئیس «مرکز اسناد و کتاب‌خانهٔ ملی»، کتاب‌های کودک و نوجوان این مرکز در بخشی از این کتاب‌خانه ثبت و نگه‌داری شده‌اند، تا نویسندگان و پژوهش‌گران حوزهٔ کودک و نوجوان بتوانند از این منابع استفاده کنند. از آن‌جا که مخاطب اصلی این کتاب‌ها کودکان و نوجوانان هستند و به دلیل شرایط خاص «کتاب‌خانهٔ ملی»، (بچه‌ها) امکان حضور در محیط کتاب‌خانه را ندارند، تصمیم گرفته‌شد کتاب‌های این کتابخانه در وبگاه «کتاب‌خانهٔ ملی کودکان و نوجوانان» قرار گیرد تا هدف بردن «کتابخانه» به «خانهٔ بچه‌ها» محقق شود. تمام کودکان و نوجوانان فارسی‌زبان دنیا می‌توانند از «کتابخانهٔ ملی کودک و نوجوان ایران» استفاده کنند.
این کتابخانه، حاصل تلاش‌هایی است که آقای «مصطفی رحماندوست»، نویسنده و شاعر محبوب کودکان و نوجوانان، از حدود ۱۲ سال پیش پی‌ریزی کردند و در اندازهٔ کوچک‌تر در سایت «دوستانه» انجام دادند؛ اما هم‌اکنون این کار به‌صورت ملی شکل حقیقت به خود گرفته‌است.

## بنیان‌گذاران
- «مصطفی رحماندوست»، نویسنده و شاعر کودکان و نوجوانان
- «علی‌اکبر اشعری»، رئیس «مرکز اسناد و کتاب‌خانهٔ ملی»

## بخش‌ها
«کتابخانهٔ ملی کودکان و نوجوانان ایران»، هم‌اکنون هفت بخش دارد:
- «کتاب‌خوانی»: در این بخش می‌توان کتاب‌ها را در دسته‌بندی‌های گوناگون، یا با کمک جست‌وجوی پیشرفته، فهرست کتاب‌ها و راهنمای استفاده از کتاب‌خوانی، مطالعه کرد.
- «کتاب‌خانهٔ شخصی»: تمام کودکان و نوجوانان می‌توانند با ایجاد حساب کاربری، از کتاب‌های مورد علاقهٔ خود در این سایت یک «کتاب‌خانهٔ شخصی» درست کنند، نظرات‌شان دربارهٔ کتاب‌هایی را که مطالعه می‌کنند با دیگران به اشتراک بگذارند و هم‌خوان کنند.
- «کتاب‌های برگزیده»: شامل یادداشت‌ها، دست‌خط و امضای نویسندگان کتاب‌های کتابخانه.
- «بچه‌خوانی‌ها»: این بخش تلاش می‌کند مخاطبان را با دو پدیده آشنا کند: «کتاب‌های قدیمی کودکان» و مجله‌ها و خواندنی‌های دیگری که برای کودکان منتشر می‌شده‌است.
- «ایران‌شناسی»: این بخش، خود از چند زیربخش تشکیل شده‌است: اقوام ایرانی، فرهنگ و تمدن و دین، ادیان، تاریخ ایران، جغرافیای ایران، اطلس ایران و استان‌های ایران.
- «گالری»: در این بخش، عکس‌های نویسندگان کتاب‌های کتابخانه، مراسم و مناسبت‌های برگزار شده در کتابخانه و عکس‌های ارسالی اعضای وبگاه در دسترس قرار دارند.
- «اخبار کتاب»: این بخش شامل چند زیربخش است: اخبار، تازه‌های سایت، «کتابخانه» در رسانه‌ها، از سایر رسانه‌ها و بایگانی اخبار.